# Blodtransfusion

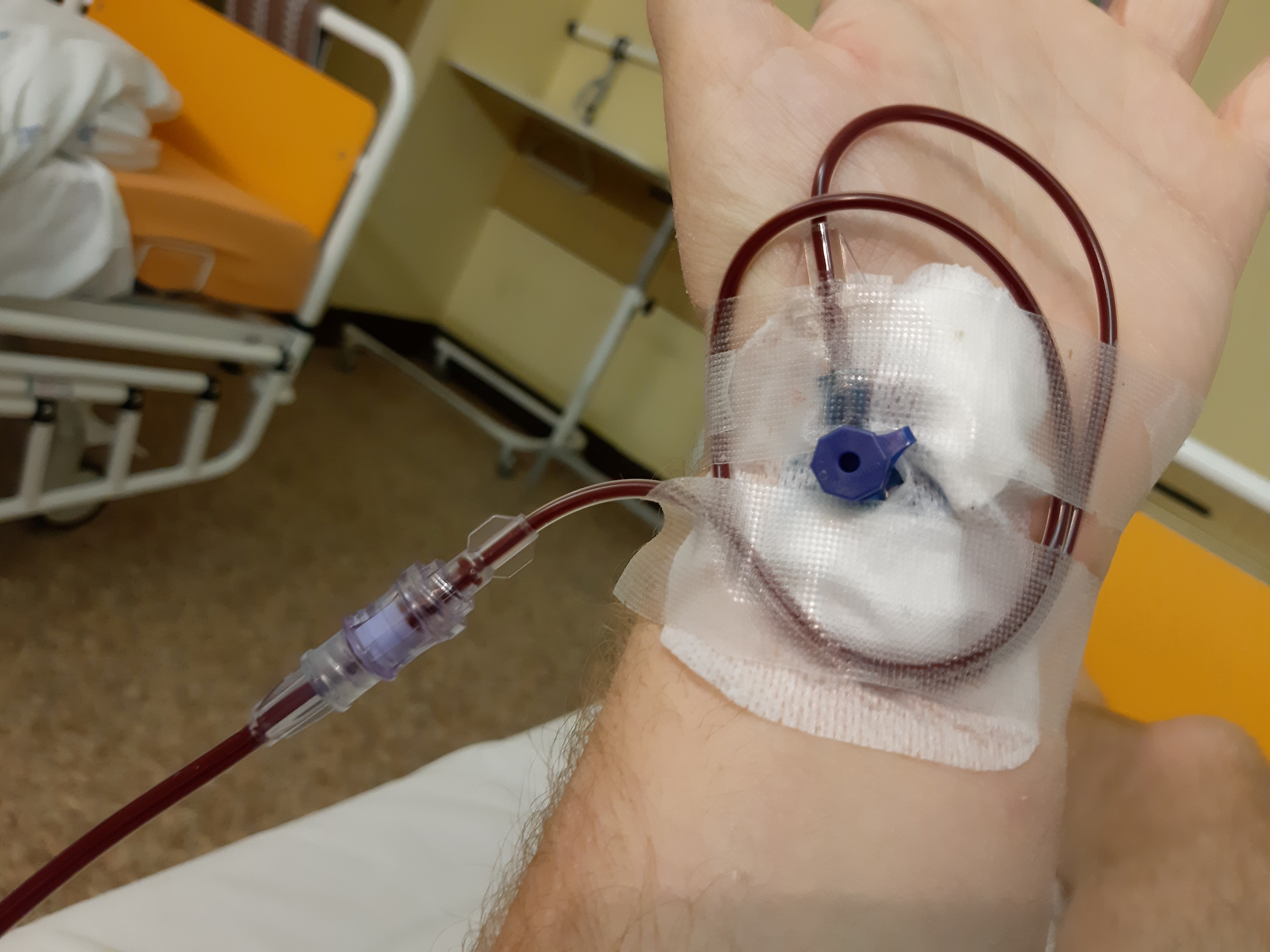
En patient mottar en blodtransfusion.

Blodtransfusion är när en patient får blod från en blodgivare tillsatt i sitt blodomlopp.
Blodtransfusion är en viktig behandling inom stora delar av modern sjukvård och den är akut livräddande vid blödning eller som ersättning vid blodbrist på grund av sjukdom eller cytostatikabehandling.
I Sverige delas donerat blod upp i olika beståndsdelar som plasma, trombocyter eller erytrocyter med flera för att sedan transfunderas efter det behov som föreligger hos den enskilde patienten och det är förhållandevis mycket erytrocyttransfusioner.
Med undantag av vissa koagulationsfaktorpreparat, som kan framställas med kombinantteknik, framställs alla blodprodukter för behandling av patienter från blod donerat från friska blodgivare. I Sverige ansvarar sjukhusens blodverksamheter för tappning, testning, framställning och utlämning av produkter för transfusion.

## Indikationer och riktlinjer

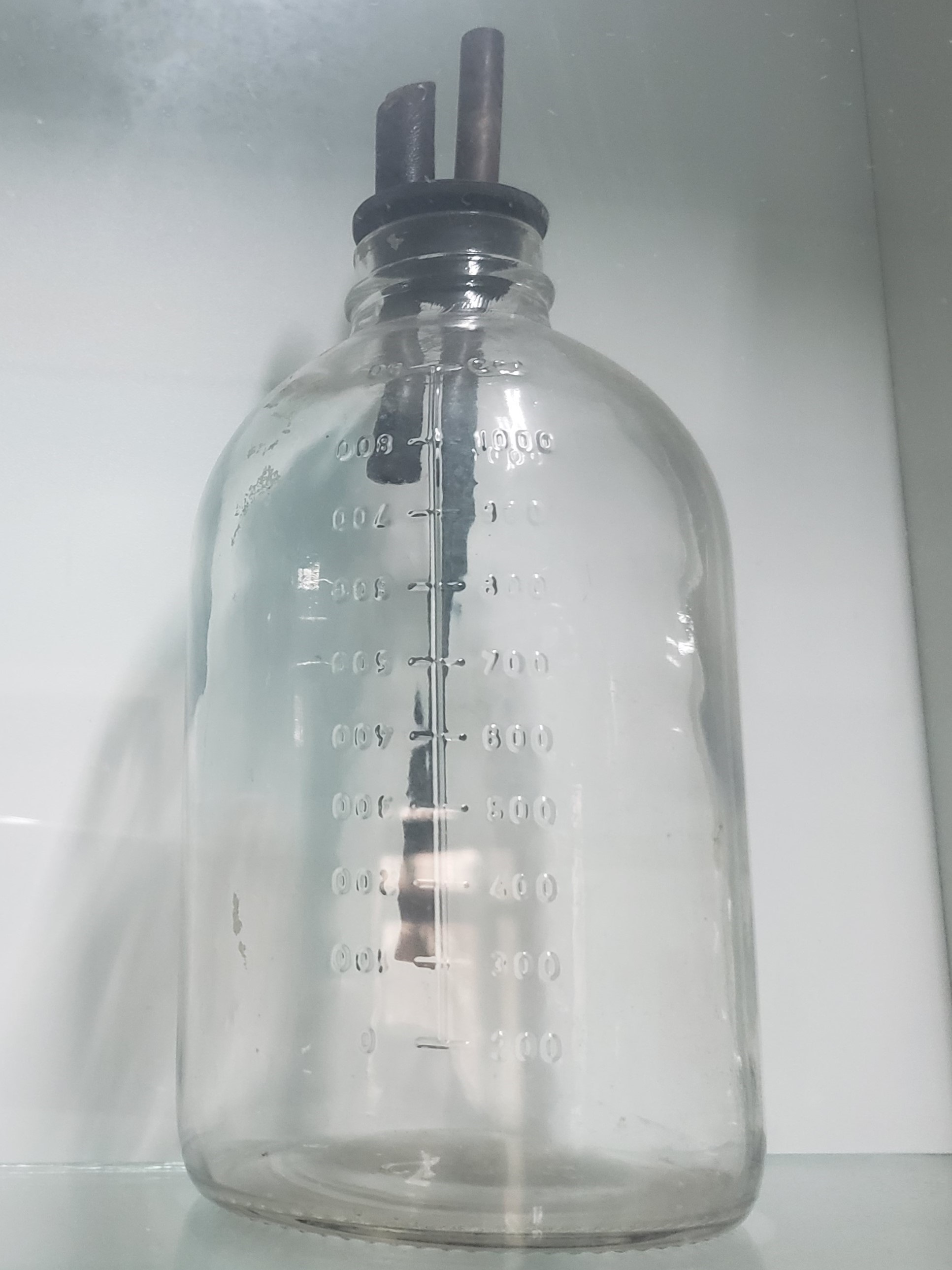
Glas som används i en gammal metod för blodtransfusion.

Blodtransfusioner används vid akut blodförlust till följd av skada eller vid planerade operationer liksom vid behandling av allvarlig anemi och sjukdomar som orsakar att de röda blodkropparna inte fungerar tillfredsställande.
Det saknas idag en tydlig bild av hur blodtransfusion används och enhetliga nationella svenska riktlinjer för när en patient ska få blod finns inte heller år 2018. Många kliniker använder ett hemoglobinvärde på 80 g/L som gräns för blodtransfusion för patienter med stabil anemi, medan andra kliniker, med stöd från de stora randomiserade studier som publicerats, har sänkt denna gräns till 70 g/L. En systematisk litteraturöversikt som SBU har kommenterat, har granskat effekten av blodtransfusion till äldre patienter. Översikten tyder på att en mer liberal policy för blodtransfusion kan minska dödligheten för äldre patienter som genomgår kirurgi och SBU drar slutsatsen att det kan finnas skäl att se över befintliga rutiner.
Numer söker man begränsa de tillförda blodbeståndsdelarna vid transfusion till enbart det som behöver tillföras den sjuke och fördelar på så sätt blod från en givare till olika patienter beroende på sjukdomstillstånd. Det är därför ovanligt i Sverige att så kallat "helblod" används. Ett undantag utgör autotransfusion, "egenblodgivning", där patienten efter oftast stort kirurgiskt ingrepp får tillbaka sina egna blodkomponenter, som i förebyggande syfte har tappats före ingreppet för att minska komplikationsriskerna efteråt.

## Blodtransfusionens historia
Under 1600-talet experimenterade man med att överföra blod, efter att den engelske läkaren William Harvey upptäckt blodcirkulationen 1628. I Oxford utförde år 1665 dr Richard Lower lyckade försök att föra över blod mellan hundar och 1667 utförde professor Jean Baptiste Denis i Paris blodtransfusion mellan djur och människa, vilket anses ha varit en av de första lyckade blodtransfusionerna från djur till människa. Det var en 15-årig pojke som efter 20 åderlåtningar fick en mindre mängd blod från ett lamm och som tillfrisknade. En transfusion på en annan person lyckades också men den tredje personen avled. Man använde blod från lamm eller kalv och den behandlade patienten reagerade med kraftiga kräkningar, svart urin, bröstsmärtor och ökad puls och dog två månader senare. Professorn åtalades för mord, men frikändes sedan det visat sig att patientens sjukdom berodde på att hans fru förgiftat honom med arsenik. Incidenter som denna, samt att många andra patienter dog i samband med blodtransfusioner gjorde att blodtransfusioner förbjöds 1678.
I början på 1800-talet började man förstå att givare och mottagare av blod måste vara av samma djurart. 1818 utförde dr James Blundell i England den första lyckade blodtransfusionen från människa till människa. Under fortsatta försök som gjordes under resten av 1800-talet dog många patienter och det var inte förrän år 1900 som Karl Landsteiner visade att det fanns olika blodgrupper i och med upptäckten av AB0-systemet och att blodgrupperna delvis var inkompatibla med varandra. Det förklarade varför så många tidigare transfusioner fått negativa resultat med ofta dödlig utgång. Landsteiner belönades 1930 med Nobelpriset för sin upptäckt. Nu kunde man göra blodtransfusioner med säkrare resultat och efter Philip Levines upptäckt av Rh-systemet 1940 förstod man bättre de bakomliggande orsakerna och bland annat spädbarnsdöd till följd av Rh-inkompatibilitet kunde förhindras.
Under andra världskriget kom man på hur man kunde förhindra blodets koagulation och fram på 1970-talet hade man lärt sig hur man kunde separera blodet i dess beståndsdelar.

## Komplikationer
Blodtransfusioner medför alltid vissa risker utöver blodinkompatibilitet, till exempel risk för överföring av främst virussjukdomar som hepatit och hiv. När AIDS ännu var okänt i början av 1980-talet blev ett antal personer smittade genom att de fick en transfusion av hivsmittat blod. Mycket sällsynt är överföring inom modern sjukvård av bakteriesjukdomar som bartonellaos och parasitsjukdomar som malaria.
Inom modern sjukvård råder det stor samstämmighet om att riskerna med transfusioner, oavsett det är helblod eller blodkomponenter som transfunderas, nuförtiden är mycket små och att transfusioner ofta räddar liv.
Pågående forskning på området har föranlett Världshälsoorganisationen (WHO) att publicera ett dokument med titeln The urgent need to implement patient blood management: policy brief. I denna policy brief uppmanas hälsovårdssystem världen över att använda patient blood management (PBM) som standardbehandling, och den framhåller vad de medicinska och ekonomiska fördelarna blir för patienter, sjukvårdspersonal, sjukhus, försäkringsbolag och nationella hälsovårdsmyndigheter när man implementerar PBM. 

## Kontroverser kring blodtransfusioner
Framför allt inom religiösa grupper, mest känt är Jehovas vittnen, vägrar helt att ta emot blodtransfusioner och medlemmarna bär alltid med sig en skriftlig uppmaning att läkarna inte på några villkor får ge dem blod. Jehovas vittnen hänvisar till bibelverser som 1 Moseboken 9:4: ”Kött som har liv, det vill säga blod, i sig får ni inte äta”; 3 Moseboken 17:14: ”Om varje varelses liv gäller att blodet är dess liv. Därför har jag sagt till israeliterna att de inte får äta någon varelses blod, ty varje varelses liv är dess blod, var och en som äter det skall utstötas”; och Apostlagärningarna 15:28-29: "Den heliga anden och vi har beslutat att inte lägga någon börda på er utöver följande oeftergivliga krav: att ni avhåller er från kött som offrats till avgudar, blod, kött från kvävda djur och otukt. Om ni undviker allt sådant handlar ni rätt." De menar att levnadsreglerna i dessa bibelcitat bör gälla oavsett om man äter eller dricker blod, eller tar in det genom blodtransfusion. Uppmaningen att avstå från blodgivning följs för myndiga personer, men när det gäller minderåriga barn kan läkaren välja att begära att socialnämnden tillfälligt fråntar föräldrarna förmyndarskapet i de fall där det bedöms att en blodtransfusion är nödvändig för att rädda barnets liv.